# Broadcast
| Kommunikationsformen / Routing-Schemata |
| --------------------------------------- |
| Unicast                                 |
| Broadcast                               |
| Anycast                                 |
| Multicast                               |
| Geocast                                 |

Ein Broadcast (aus dem Englischen entlehnt, für „Sendung“, „Übertragung“, „Rundfunk“, „Ausstrahlung“, hier „Rundruf“) in einem Rechnernetz ist eine Nachricht, bei der Datenpakete von einem Punkt aus an alle Teilnehmer eines Nachrichtennetzes übertragen werden. In der Vermittlungstechnik ist ein Broadcast eine spezielle Form der Mehrpunktverbindung.
Ein Broadcast-Paket erreicht alle Teilnehmer eines lokalen Netzes, ohne dass sie explizit als Empfänger angegeben sind. Daraus folgt, dass Broadcasts sich auf das eigene Netzsegment beschränken sollten, und nicht von Routern weitergeleitet werden. Soll eine Information an eine Gruppe von ausgewählten Teilnehmern gesendet werden, verwendet man stattdessen ein Multicast-Verfahren.
Jeder Empfänger eines Broadcasts entscheidet selbst, ob er im Falle seiner Zuständigkeit die erhaltene Nachricht entweder verarbeitet oder andernfalls stillschweigend verwirft. Broadcasts gibt es auf verschiedenen Schichten des OSI-Referenzmodells. Allen gemein ist, dass Broadcasts von einer höheren Schicht an die unteren Schichten entsprechend angepasst werden müssen. So wird zum Beispiel ein IPv4-Broadcast als Ethernet-Broadcast an die MAC-Adresse FF:FF:FF:FF:FF:FF gesendet. Ist das unterliegende Netz nicht broadcastfähig, zum Beispiel weil es – wie unter anderem das Internet – aus einer Menge von Punkt-zu-Punkt-Verbindungen besteht, kann die Nachricht stattdessen mittels eines Flooding-Algorithmus gesendet werden.

## Verwendung
Ein Broadcast wird in einem Computernetz unter anderem verwendet, wenn die IP-Adresse des Empfängers der Nachricht noch unbekannt ist. Diese Technik kommt gemäß OSI-Modell in der Vermittlungsschicht zum Einsatz. Beispiele hierfür sind ARP, DHCP und Wake On LAN. Netzwerkfähige Computerspiele verwenden Broadcasts, um eine Liste aller offenen Spiele im lokalen Netz zu finden, an denen der Nutzer teilnehmen kann. Das Kommunikationsprotokoll SMB sucht per Broadcast Datei- und Druckerfreigaben im lokalen Netz.

## IP-Broadcasts
Broadcasts in IPv4 werden über eine Gruppenadresse realisiert. Es werden verschiedene Formen von IP-Broadcasts unterschieden:
Limited Broadcast
Als Ziel wird die IP-Adresse 255.255.255.255 angegeben. Dieses Ziel liegt immer im eigenen lokalen Netz und wird direkt in einen Ethernet-Broadcast umgesetzt. Ein limited broadcast wird von einem Router nicht weitergeleitet.
Directed Broadcast
Das Ziel sind die Teilnehmer eines bestimmten Netzes. Die Adresse wird durch die Kombination aus Zielnetz und dem Setzen aller Hostbits auf 1 angegeben. Die Adresse für einen directed broadcast in das Netz 192.168.0.0 mit der Netzmaske 255.255.255.0 lautet somit: 192.168.0.255 (CIDR-Notation: 192.168.0.255/24). Ein directed broadcast wird von einem Router weitergeleitet, falls Quell- und Zielnetz unterschiedlich sind, und wird erst im Zielnetz in einen Ethernet-Broadcast umgesetzt. Falls Quell- und Zielnetz identisch sind, entspricht dies einem limited broadcast. Oft wird dieser Spezialfall auch als local broadcast bezeichnet. Ein directed broadcast kann weiter differenziert betrachtet werden. Der Broadcast kann als subnet-directed broadcast, als all-subnets-directed broadcast oder als net-directed broadcast auftreten. Ein subnet-directed broadcast hat als Ziel ein festgelegtes Subnetz. Ein all-subnets-directed broadcast ist ein Broadcast in allen Subnetzen eines Netzes, und ein net-directed broadcast wird in einem klassifizierten Netz, das nicht in Subnetze aufgeteilt ist, verteilt (zum Beispiel Broadcast an die Adresse 10.255.255.255 wird in einem Klasse A IP-Netz verteilt).
Wegen Sicherheitsproblemen mit DoS-Angriffen wurde das voreingestellte Verhalten von Routern in RFC 2644 für directed broadcasts geändert. Router sollten directed broadcasts nicht weiterleiten.
IPv6 unterstützt keine Broadcasts mehr, es werden stattdessen Multicasts verwendet.